# Баланцино, Серджо
Серджо Сильвио Баланцино (итал. Sergio Silvio Balanzino; 20 июня 1934, Болонья, королевство Италия — 25 февраля 2018, Рим, Италия) — итальянский дипломат.
После окончания юридического факультета Римского университета, он в 1958 году поступил на дипломатическую службу. Занимал пост посла Италии в Канаде (с мая 1990 по январь 1994 года). Заместитель генерального секретаря НАТО в 1994—2001 годах. Дважды, в 1994 и 1995 годах исполнял обязанности генерального секретаря до избрания нового лица на этот пост.